# Daniel Holgado
Daniel Holgado (Alicante, 2005. április 27. –) spanyol motorversenyző, aki jelenleg a Red Bull KTM Ajo versenyzője a Moto3-as világbajnokságon, 2021-ben Moto3-as junior világbajnoki címet szerzett.

## Karrier
Édesapja motorversenyző volt, így már gyerekként kapcsolatba került a motorozással.  2011-ben, 4 évese motorozott először az alicantei versenypályán, két évvel később pedig már javában versenyzett is a spanyol minimotoros bajnokságban. A példaképe Marc Marquez.
Van egy nővére, a szülei légkondicionálókkal foglalkoztak.  

### 2013
3. helyezést ért el a 110 köbcentis Cuna de Campeones bajnokságban Spanyolországban.

### 2014
Spanyol bajnok lett 70 köbcentis kategóriában, az 50 köbcentis Európa-bajnokságon 2. lett.

### 2015
Itt már az RFME (a spanyol motoros szövetség) által szervezett spanyol utánpótlás-szériák egyikében indult. A Moto4-es géposztályban végül 3. lett a DMC Junior Team színeiben Iker Garcia és Barry Baltus mögött, Marcos Rudát és Xavier Artigast megelőzve. Egy győzelme és két második helye is volt a szezon során.

### 2016
Ismét teljes szezont futott a spanyol Moto4-es bajnokságban, ahol végül második lett a szezon végén. Egy futamgyőzelem mellett további öt dobogós helyezést is fel tudott mutatni a Borja Sport Team motorján. A bajnoki címet végül Jose Antonio Rueda szerezte meg, Pedro Acosta, Jamie Davis és Marcos Ruda zártak mögötte.

### 2017
A 2017-es szezont a szintén az RFME által szervezett spanyol PreMoto3-ban töltötte. Különleges helyzetbe került, hiszen a School Team Estrella Galicia 0,0 adott neki lehetőséget - tehát bekerült a kiemelt spanyol tehetségek közé. Egy csapatba került Julian Girallal és Joshua Bauerrel, a szezont pedig végül a 6. helyen zárta összesítésben. Egy győzelemig jutott abban az évben; olyan versenyzők végeztek előtte, mint a bajnok Pedro Acosta, David Salvador, Adrian Huertas, Barry Baltus és Giral - mögötte Carlos Tatay zárt.

### 2018
2018-ban maradt a Talent Team Estrella Galicia 0,0-nál, viszont szintet lépett és a CEV szervezésében futó European Talent Cup-ban indult. A szezon során hullámzó teljesítményt nyújtva, végül a 11. helyen végzett Fermin Aldeguer mögött, Barry Baltust, David Munozt, Daniel Munozt megelőzve - mind a két csapattársától, Julian Giraltól és Jose Antonio Ruedától is kikapott. A legjobb helyezése egy harmadik hely volt.

### 2019
Egy szezon után elhagyta az ETC-t és felkerült a junior vb-s csapatba a Junior Team Estrella Galicia 0,0-n belül. Két dobogós helyet produkálva végül a 6. lett összetettben Jeremy Alcoba, Carlos Tatay, Xavier Artigas, Barry Baltus és az egyik csapattárs, Ryusei Yamanaka előtt (Julian Giral volt a másik) - Juki Kunii, Jose Julian Garcia és Adrian Fernandez zártak mögötte a bajnokságban.

### 2020
Maradt a FIM Moto3 junior világbajnokságon, viszont egy másik topcsapathoz igazolt: az Openbank Aspar Teamnél a bajnoki címet megszerző Izan Guevara és Ondrej Vostatek csapattársa volt. Guevara, Xavier Artigas, Pedro Acosta, és Jose Julian Garcia mögött az 5. lett összetettben (ezúttal is csak kétszer állhatott fel a dobogóra), David Salvador és Adrian Fernandez végzett mögötte.
Ebben az évben viszont már nem csak egy bajnokságban volt érdekelt: a Red Bull Rookies Cup-ba is beválogatták, így ott is teljes szezont futott. Ott Pedro Acosta, Ivan Ortola, David Munoz és David Alonso mögött 5. lett az év végén (1 győzelmet szerzett, összesen 6 alkalommal állt dobogón).

### 2021
Élete addigi legsűrűbb és egyben legsikeresebb szezonja lett végül a 2021-es. Utóbbi főleg a junior vb-n megszerzett bajnoki címének köszönhető: domináns versenyzést bemutatva magabiztosan lett első. 8 alkalommal állt dobogón, ebből 5 esetben nyerni is tudott. Ivan Ortola lett a második, David Munoz, Joel Kelso, David Salvador, Scott Ogden és David Alonso (utóbbi kettő Holgado csapattársa volt az Aspar Junior Team-nél) pedig követték őket a táblázaton.
Nem várt ajándék volt számára, hogy debütálhatott a felnőtt Moto3-as vb-n is. Először a Katalán Nagydíjon kellett beugrania a CIP Green Power csapathoz Maximilian Koflert helyettesíteni: Kaito Toba csapattársaként egyből befért a pontszerzők közé és a 15. lett. A szezon második felében aztán Deniz Öncü eltiltása miatt jutott szóhoz Misanóban és Portimaóban is a Red Bull KTM Tech3 csapatnál Ayumu Sasaki párjaként. Előbb az Emilia Romagna Nagydíjon 20. helyezést ért el, majd a portugál versenyen ismét pontot szerzett és a 13. pozícióban zárt. Ezzel az év végén 4 pontot gyűjtve a 28. lett (holtversenyben Andi Farid Izdiharral).
Ezek mellett pedig ugyancsak ott volt még a Red Bull Rookies Cup mezőnyében is, ahol két győzelemmel és összesen négy dobogós hellyel a 3. lett a bajnokságban David Alonso és David Muñoz mögött.
Év közben már az is kiderült, hogy 2022-ben a teljes szezont a felnőtt világbajnokságon töltheti: bejelentették, hogy Deniz Öncü csapattársa lesz majd a Tech3 csapatnál, ám a szezon legvégén a KTM váratlanul változtatott a felálláson. A Tech3-as ülést végül Adrian Fernandez kapta meg, Holgado pedig így a gyári KTM csapatba került Jaume Masia mellé.

### 2022
A szezon 13. fordulójában az osztrák nagydíjon megszerezte első pole pozícióját a Moto3-asok között. Az aragóniai nagydíjon először állhatott fel a pódiumra, miután a harmadik helyen ért célba. A szezont a 10. helyen fejezte be az összetett bajnoki tabellán.

### 2023
2022. szeptember 19-én jelentették be, hogy a 2023-as szezont a Tech3-nál folytatja. A szezonnyitó portugál nagydíjon megszerezte első győzelmét, majd Franciaországban és Olaszországban is győzni tudott. További négy dobogós helyével végül az 5. helyen fejezte be a szezont.

### 2024
Az első versenyhétvégén Katarban pole pozícióból szinte végig vezette a futamot, de David Alonso az utolsó körben megelőzte őt. A következő versenyen Portugáliában már nem talált legyőzőre és megnyerte a nagydíjat. Több győzelme nem született a szezon során, de több dobogós hellyel biztosította be az összetett bajnoki ezüstérmét, bár 165 ponttal elmaradt a világbajnok David Alonso mögött.

### 2025
2024 szeptemberében hivatalossá vált, hogy 2025-tól a Moto2-ben folytatja a CFMoto Aspar Teamnél, David Alonso csapattársaként.

## Eredményei

### Statisztika
| Év       | Géposztály | Motor  | Csapat                | Verseny | Győzelem | Dobogó | Pole | LKör | Pont | Poz. |
| -------- | ---------- | ------ | --------------------- | ------- | -------- | ------ | ---- | ---- | ---- | ---- |
| 2021     | Moto3      | KTM    | CIP Green Power       | 1       | 0        | 0      | 0    | 0    | 1    | 28.  |
| 2021     | Moto3      | KTM    | Red Bull KTM Tech3    | 2       | 0        | 0      | 0    | 0    | 3    | 28.  |
| 2022     | Moto3      | KTM    | Red Bull KTM Ajo      | 20      | 0        | 1      | 1    | 0    | 103  | 10.  |
| 2023     | Moto3      | KTM    | Red Bull KTM Tech3    | 20      | 3        | 7      | 1    | 2    | 220  | 5.   |
| 2024     | Moto3      | GasGas | Red Bull GasGas Tech3 | 20      | 1        | 8      | 1    | 3    | 256  | 2.   |
| 2025     | Moto2      | Kalex  | CFMoto Aspar Team     |         |          |        |      |      |      |      |
| Összesen |            |        |                       | 63      | 4        | 16     | 3    | 5    | 583  |      |

* A szezon folyamatban.

## Teljes MotoGP-eredménylistája
(Táblázat értelmezése)

(Félkövér: pole-pozícióból indult; dőlt: leggyorsabb kört futott) 

| Év   | Géposztály | Motor  | 1   | 2   | 3   | 4   | 5   | 6   | 7   | 8   | 9   | 10  | 11  | 12  | 13  | 14  | 15  | 16  | 17  | 18  | 19  | 20  | Helyezés | Pont |
| 2021 | Moto3      | KTM    | QAT | DOH | POR | ESP | FRA | ITA | CAT | GER | NED | STY | AUT | GBR | ARA | RSM | AME | EMI | ALG | VAL |     |     | 28.      | 4    |
| ---- | ---------- | ------ | --- | --- | --- | --- | --- | --- | --- | --- | --- | --- | --- | --- | --- | --- | --- | --- | --- | --- | --- | --- | -------- | ---- |
| 2021 | Moto3      | KTM    |     |     |     |     |     |     | 15  |     |     |     |     |     |     |     |     | 20  | 13  |     |     |     | 28.      | 4    |
| 2022 | Moto3      | KTM    | QAT | IND | ARG | AME | POR | ESP | FRA | ITA | CAT | GER | NED | GBR | AUT | RSM | ARA | JPN | THA | AUS | MAL | VAL | 10.      | 103  |
| 2022 | Moto3      | KTM    | 16  | 9   | 7   | Ki  | Ki  | 9   | 11  | Ki  | Ki  | 6   | 6   | Hn  | 8   | 5   | 3   | Ki  | 11  | Ki  | 7   | 10  | 10.      | 103  |
| 2023 | Moto3      | KTM    | POR | ARG | AME | ESP | FRA | ITA | GER | NED | GBR | AUT | CAT | RSM | IND | JPN | IND | AUS | THA | MAL | QAT | VAL | 5.       | 220  |
| 2023 | Moto3      | KTM    | 1   | 4   | 5   | 6   | 1   | 1   | 3   | 25  | 3   | 2   | 22  | 16  | 4   | 3   | 14  | 13  | 6   | Ki  | 9   | 8   | 5.       | 220  |
| 2024 | Moto3      | GasGas | QAT | POR | AME | ESP | FRA | CAT | ITA | NED | GER | GBR | AUT | ARA | RSM | EMI | IDN | JPN | AUS | THA | MAL | SLD | 2.       | 256  |
| 2024 | Moto3      | GasGas | 2   | 1   | 2   | 7   | 2   | 6   | 14  | 11  | 7   | 4   | 3   | 9   | 2   | 4   | 6   | 4   | 2   | 12  | Ki  | 2   | 2.       | 256  |

* A szezon jelenleg is tart.